# José Luis Moreno Ruiz
Pour les articles homonymes, voir José Luis Moreno.

José Luis Moreno Ruiz, plus connu sous le nom de José Luis Moreno, né le 28 novembre 1974 à Dos Torres (Espagne, province de Cordoue), est un matador espagnol.

## Présentation et carrière
Il fait ses débuts en public à Pozoblanco  (province de Cordoue) le 22 septembre 1990. Sa première  
novillada avec picadors  a lieu à Priego de Córdoba  le 10 avril 1993 aux côtés de José Luis Peralta et Paco Aguilera. Il se présente à Madrid le 26 mars 1995. Après 58 novilladas, il prend l'Alternative à Cordoue le 30 mai 1996 avec pour parrain, Enrique Ponce et pour témoin, Finito de Córdoba devant des taureaux de la ganadería de Torrestrella.
Il débute en France à Mauguio le 8 juin 1997 devant un taureau de l'élevage Aldeaquemada en compagnie de Richard Milian et de Chamaco II. 
Il se présente au Venezuela à Valencia le 1er février 1998 en compagnie de Joselito. il coupe deux oreilles à son premier taureau.
Il confirme son alternative à Madrid le 5 avril 1998 avec pour parrain, Javier Vázquez et pour témoin José Antonio Canales Rivera devant des taureaux de la ganadería de Fermín Bohórquez
José Luis Moreno a commencé sa carrière brillamment : fin 2001 il totalisait 160 corridas. Torero élégant, il a eu comme apoderado Simon Casas jusqu'en 2000. En 2012, il est à la 81e place de l'escalafón